# 그레임 수네스
그레임 제임스 수네스(영어: Graeme James Souness, 1953년 5월 6일 ~ )는 스코틀랜드의 은퇴한 축구 선수이자 축구 감독이었다.
1980년대 초반 리버풀의 주장으로써 팀의 전성기를 이끌었고, 선수 겸 코치 자격으로 1986년부터 1991년까지 5년 동안 레인저스에서 활약한 바 있다. 토트넘 홋스퍼, 미들즈브러, 삼프도리아에서 선수로 활약했다.
그가 레인저스의 감독직을 하고 있는 동안 3번의 리그 우승 타이틀과 4회 리그 컵 우승을 거머쥐었으며, 이후 리버풀, 갈라타사라이, 사우샘프턴, 토리노, 벤피카, 블랙번 로버스, 뉴캐슬 유나이티드에서 감독직을 맡았다.
현재는 감독직에서도 역시 은퇴한 상태이며, 스카이 스포츠, RTE, 베인 스포츠 등에서 평론가로 활동하고 있는 중이다.